# Anatole Le Braz
Anatole Le Braz (Duault, 2 aprile 1859 – 20 marzo 1926) è stato un poeta e traduttore francese celebre per le sue fedeli trascrizioni delle leggende bretoni a cui si dedicò per tutta la vita. Le Braz veniva considerato un personaggio molto carismatico e gentile ed era soprannominato il "Bardo di Bretagna"..

## Biografia
Le Braz nacque a Saint-Servais, un piccolo comune della Bretagna abitato da boscaioli e carbonai in cui la lingua dominante era il bretone (i genitori di Le Braz non parlavano mai in francese). Quando era ancora un bambino, trascorse un periodo di vacanza nella provincia di Trégor, luogo che avrebbe ispirato il suo stile poetico. A dieci anni entrò in una scuola di Saint-Brieuc e si laureò successivamente all'Università di Parigi, dove studiò per sette anni.
Tornato in Bretagna, insegnò per quattordici anni al liceo di Quimper e iniziò a tradurre antiche canzoni bretoni in francese moderno seguendo l'esempio del folklorista François-Marie Luzel. Spesso narrava racconti ai contadini e pescatori locali che si radunavano nella vecchia casa padronale in cui viveva, tramandando le loro canzoni e racconti. Il suo libro, La Chanson de la Bretagne fu premiato dall'Académie française.
Nel 1898, divenne presidente dell'Union Régionaliste Bretonne, fondata a Morlaix per preservare l'identità culturale bretone; sempre a partire dal 1898, iniziò a soggiornare nella località balneare di Port-Blanc, dove aveva acquistato la tenuta di Kerstellic. Nel 1899 entrò a far parte dell'Association des bleus de Bretagne. Più tardi fu nominato docente e poi professore in quella che è oggi conosciuta come Università di Rennes 2, in cui lavorò fra il 1901 e il 1924.
Le Braz fu inviato dal governo francese in missioni culturali all'estero per venti volte. Andò in più occasioni negli Stati Uniti, in Canada e in Svizzera, e insegnò all'Università di Harvard (1906) oltre che alla Columbia University (1915). Nel 1915, durante uno dei suoi viaggi negli USA, sposò Henrietta S. Porter di Annapolis, che morì nel 1919. Nel 1921, Le Braz sposò Mabel Davison di Manhattan, sorella del banchiere Henry Pomeroy Davison.
Le Braz morì a Mentone in Costa Azzurra. Fra i partecipanti al suo funerale vi fu il primo ministro francese Aristide Briand. John Nichols, pronipote di Le Braz, diverrà un noto romanziere.

## Opere
- La Chanson de la Bretagne – 1892
- Tryphina Keranglaz – 1892
- La Légende de la mort en Basse-Bretagne – 1893
- Les Saints bretons d'après la tradition populaire en Cornouaille – 1893-1894.
- Au pays des pardons – 1894
- Pâques d'Islande – 1897
- Vieilles histoires du pays breton – 1897
- Le Gardien du feu – 1900
- Le Sang de la sirène – 1901
- La légende de la mort en Basse-Bretagne – 1902
- Cognomerus et sainte Trefine. Mystère breton en deux journées – 1904
- Contes du soleil et de la brume – 1905
- Ames d'Occident – 1911
- Poèmes votifs – 1926.
- Introduction, Bretagne – 1949
- La Bretagne. Choix de texte précédés d'une étude – 1995